# Rutland-Melton International Cicle Classic
Rutland-Melton International Cicle Classic (East Midlands International Cicle Classic de 2008 à 2010) est une course cycliste britannique créée en 2005 et qui fait partie de l'UCI Europe Tour depuis 2008, en catégorie 1.2. Il est par conséquent ouvert aux équipes continentales professionnelles britanniques, aux équipes continentales, à des équipes nationales et à des équipes régionales ou de clubs. Les UCI ProTeams (première division) ne peuvent pas participer.
L'édition 2020 est annulée en raison de la pandémie de maladie à coronavirus. C'est aussi le cas en 2021.
Cette course comprend de nombreux secteurs et montées difficiles rappelant Paris-Roubaix ou le Tour des Flandres.

## Palmarès
| Année                                            | Vainqueur            | Deuxième             | Troisième            |
| ------------------------------------------------ | -------------------- | -------------------- | -------------------- |
| Rutland-Melton Cicle Classic                     |                      |                      |                      |
| 2005                                             | Scott Gamble         | Benoît Lagorce       | Matthew Stephens     |
| 2006                                             | Robin Sharman        | Chris Newton         | Jonathan Dayus       |
| 2007                                             | Malcolm Elliott      | Ian Wilkinson        | Michael Skelde       |
| East Midlands International Cicle Classic        |                      |                      |                      |
| 2008                                             | Ciaran Power         | Jan Bos              | Malcolm Elliott      |
| 2009                                             | Ian Wilkinson        | Michael Berling      | Yanto Barker         |
| 2010                                             | Michael Berling      | Dan Craven           | Yanto Barker         |
| TESCO Rutland-Melton International Cicle Classic |                      |                      |                      |
| 2011                                             | Zakkari Dempster     | Erwin De Kerf        | Marcin Białobłocki   |
| East Midlands International Cicle Classic        |                      |                      |                      |
| 2012                                             | Alexandre Blain      | James Sparling       | James McCallum       |
| 2013                                             | Ian Wilkinson        | Ian Bibby            | Éric Berthou         |
| 2014                                             | Thomas Moses         | Thomas Scully        | Mark McNally         |
| 2015                                             | Steele Von Hoff      | Chris Opie           | Harry Tanfield       |
| Rutland-Melton International Cicle Classic       |                      |                      |                      |
| 2016                                             | Conor Dunne          | Gruffudd Lewis       | Christopher Lawless  |
| 2017                                             | Daniel Fleeman       | Hayden McCormick     | Brenton Jones        |
| 2018                                             | Gabriel Cullaigh     | Karol Domagalski     | Koos Jeroen Kers     |
| 2019                                             | Colin Joyce          | Gabriel Cullaigh     | Rory Townsend        |
| 2020-2021                                        | annulé               | annulé               | annulé               |
| 2022                                             | Finn Crockett        | Tomáš Kopecký        | Jacob Scott          |
| 2023                                             | Luke Lamperti        | Tijl De Decker       | James McKay          |
| 2024                                             | annulé (inondations) | annulé (inondations) | annulé (inondations) |
| 2025                                             | Ben Granger          | Mathis Avondts       | Dylan Hicks          |